# The Open Door (Evanescence-Album)
The Open Door (englisch für: „Die offene Tür“) ist das zweite Studioalbum der US-amerikanischen Alternative-Rock-Band Evanescence. Es erschien im September 2006 und avancierte zum weltweiten Millionenseller.

## Entstehung
Die Aufnahmen zum Album begannen im September 2005, konnten aber erst im März 2006 abgeschlossen werden, da Gitarrist Terry Balsamo im November 2005 einen Schlaganfall erlitt, der eine vorübergehende halbseitige Körperlähmung zur Folge hatte. Teile des Albums mussten daraufhin in der neurologischen Abteilung der UCLA, in der Balsamo behandelt wurde, aufgenommen werden. Im Dezember 2005 trennte sich die Band zudem von ihrem langjährigen Manager Dennis Rider was die Arbeit am Album zusätzlich verzögerte. Der Veröffentlichungstermin wurde deshalb auf Ende September 2006 verschoben.
Als Vorveröffentlichung zum neuen Album erschien die Single „Call Me When You’re Sober“ am 15. August vorab im Internet und am 15. September als CD-Single. Ab dem 15. August konnte außerdem eine digitale Version des Albums vorbestellt werden, die zusätzlich noch ein Interview mit Amy Lee und einen Bonustrack namens „The Last Song I’m Wasting on You“ enthielt. Das Album erschien schließlich erstmals am 25. September in Polen, gefolgt von Japan (27. September), Irland und Deutschland (29. September), Australien (30. September), dem restlichen Europa (2. Oktober) und Nordamerika und Argentinien (3. Oktober).

## Inhalt
Die Songtexte von The Open Door wurden zum größten Teil von Amy Lee geschrieben und sind sowohl von den vorangegangenen Konflikten innerhalb der Band, die im Ausscheiden des Bandmitbegründers Ben Moody im Oktober 2003 kulminierten, als auch von Lees privaten Problemen geprägt.
So verarbeitet Lee im ersten Lied „Sweet Sacrifice“ ihren Abschied von Ben Moody, mit dem sie 1998 Evanescence gegründet hatte.
Das zweite Lied „Call Me When You’re Sober“ (deutsch: „Ruf mich an, wenn du nüchtern bist“) stellt eine Abrechnung mit Lees früherem Lebensgefährten Shaun Morgan (Seether) dar. Darin kritisiert Lee vor allem dessen exzessiven Alkoholkonsum, der ein glückliches Zusammenleben unmöglich gemacht hätte und dazu geführt habe, dass es gegen Ende der Beziehung „fast unmöglich [war], mit ihm im nüchternen Zustand zu sprechen.“
Mit „Weight of the World“ versucht Lee auf die negativen Seiten ihrer eigenen Berühmtheit aufmerksam zu machen und beschreibt den auf ihr lastenden Druck, durch unzählige Anfragen von Fans, ihnen bei ihren privaten Problemen zu helfen, als schwere emotionale Bürde.
Der vierte Titel Lithium ist nicht, wie vielfach angenommen wurde, angelehnt an oder inspiriert von dem gleichnamigen Lied von Nirvana und bezieht sich auch nicht direkt wie Nirvanas Lied auf den medizinischen Einsatz von Lithium (genauer: Lithiumcarbonat) im Rahmen einer Lithiumtherapie, sondern benutzt dieses Medikament vielmehr als eine Metapher für Gefühllosigkeit und Verklemmtheit.
„Cloud Nine“ bezieht sich ähnlich wie „Call Me When You’re Sober“ auf Beziehungsprobleme und Trennungsschmerz und hat laut Lee auch hier wieder autobiographischen Ursprung.
Mit „Snow White Queen“ verarbeitete Lee die persönliche Erfahrung, von einem Stalker verfolgt zu werden, der in ihre Privatsphäre eindrang und sie zeitweise dazu brachte ihr Haus zu verlassen. Der Text ist sowohl aus der Perspektive der Verfolgten als auch des Verfolgers verfasst und stellt deren Positionen alternierend dar.
Das siebte Lied „Lacrymosa“ entstand aus Lees, bereits seit frühester Kindheit bestehender, Faszination für Mozart und insbesondere dessen Requiem. Bereits früh entwickelte sie die Idee einen Teil dieses Requiems, das Lacrimosa (deutsch: „tränenreich“), als Metalsong zu covern, was sie schließlich in Zusammenarbeit mit Terry Balsamo für The Open Door umsetzte. Ursprünglich war das Lied eigentlich für den Soundtrack des Films Die Chroniken von Narnia: Der König von Narnia vorgesehen, wurde aber abgelehnt, da es den Verantwortlichen „zu düster und zu episch“ gewesen sei.
Bei „Like You“ handelt es sich, ähnlich wie bei dem Titel „Hello“ des Voralbums Fallen, um eine Ballade, in der Lee um ihre verstorbene Schwester trauert und die Sehnsucht ausdrückt, ihr nahe zu sein.
Der neunte Titel „Lose Control“ befasst sich mit der Thematik sexueller Kurzbeziehungen.
In „The Only One“ verarbeitete Lee ihre jugendlichen Erfahrungen mit engstirnigen und unaufgeschlossenen Menschen, die in ihrer eigenen Welt leben. Das Intro beinhaltet als komisches Element ein kurzes Sample, in welchem Lee einen „Tuna Afternoon“ (deutsch: „Thunfisch-Nachmittag“) erwähnt, was auch der Arbeitstitel des Liedes war. Lee fügte dieses Sample spontan hinzu, nachdem sie am Tag der Aufnahme einen Thunfisch-Nudel-Auflauf zubereitete.
„Your Star“ handelt von Einsamkeit und Depression und ist von einem persönlichen Erlebnis Lees in Lissabon inspiriert. Als sie dort nach einem langen, erschöpfenden Flug nachts ankam und den Sternenhimmel, den sie kurz zuvor in ihrer Heimatstadt noch bewundern konnte, von ihrem Hotelzimmer aus nicht sehen konnte, fühlte sie sich niedergeschlagen und verlassen und verfasste daraufhin den Songtext, der zusätzlich noch eine spirituelle Konnotation aufweist.
Im zwölften Lied „All That I’m Living For“ beschreibt Lee ihr Vorgehen beim Songwriting und den therapeutischen Nutzen, den sie daraus zieht, ihre Sorgen und Probleme in ihren Songs zu verarbeiten. Zudem hebt sie hervor, wie stark ihr Leben von der Arbeit für Evanescence geprägt sei und wie sich dies in einem ambivalenten Verhältnis zur Band widerspiegle.
Der abschließende Titel „Good Enough“ wurde von Lee spontan zum Ende der Aufnahmen, als der Rest des Albums fertig war und Lee glücklich war mit den vorangehenden Belastungen und Konflikten abgeschlossen zu haben, noch eingespielt. Diesem positiven Gefühl der Erleichterung folgt auch die Grundstimmung des Liedes, was es laut Lee im Vergleich zu den restlichen Liedern der Band einzigartig macht.

## Titelliste
1. Sweet Sacrifice (Amy Lee, Terry Balsamo) – 3:05
2. Call Me When You’re Sober (Amy Lee, Terry Balsamo) – 3:34
3. Weight of the World (Amy Lee, Terry Balsamo) – 3:37
4. Lithium (Amy Lee) – 3:44
5. Cloud Nine (Amy Lee, Terry Balsamo) – 4:22
6. Snow White Queen (Amy Lee, Terry Balsamo) – 4:22
7. Lacrymosa (Amy Lee, Terry Balsamo) – 3:37
8. Like You (Amy Lee) – 4:16
9. Lose Control (Amy Lee, Terry Balsamo) – 4:50
10. The Only One (Amy Lee, Terry Balsamo) – 4:40
11. Your Star (Amy Lee, Terry Balsamo) – 4:43
12. All That I'm Living For (Amy Lee, Troy McLawhorn) – 3:48
13. Good Enough (Amy Lee) – 5:31

## Singleauskopplungen
| Jahr | Titel                     | Höchstplatzierung, Gesamtwochen, AuszeichnungChartplatzierungen (Jahr, Titel, , Platzierungen, Wochen, Auszeichnungen, Anmerkungen) | Höchstplatzierung, Gesamtwochen, AuszeichnungChartplatzierungen (Jahr, Titel, , Platzierungen, Wochen, Auszeichnungen, Anmerkungen) | Höchstplatzierung, Gesamtwochen, AuszeichnungChartplatzierungen (Jahr, Titel, , Platzierungen, Wochen, Auszeichnungen, Anmerkungen) | Höchstplatzierung, Gesamtwochen, AuszeichnungChartplatzierungen (Jahr, Titel, , Platzierungen, Wochen, Auszeichnungen, Anmerkungen) | Höchstplatzierung, Gesamtwochen, AuszeichnungChartplatzierungen (Jahr, Titel, , Platzierungen, Wochen, Auszeichnungen, Anmerkungen) | Anmerkungen                                                    |
| Jahr | Titel                     | DE | AT | CH | UK | US | Anmerkungen                                                    |
| ---- | ------------------------- | --- | --- | --- | --- | --- | -------------------------------------------------------------- |
| 2006 | Call Me When You’re Sober | DE13 (9 Wo.)DE | AT7 (15 Wo.)AT | CH6 (13 Wo.)CH | UK4 Silber · (9 Wo.)UK | US10 Platin · (22 Wo.)US | Erstveröffentlichung: 15. September 2006 Verkäufe: + 1.265.000 |
| 2006 | Lithium                   | DE44 (9 Wo.)DE | AT41 (6 Wo.)AT | CH40 (12 Wo.)CH | UK32 (2 Wo.)UK | — | Erstveröffentlichung: 8. Dezember 2006 Verkäufe: + 60.000      |
| 2007 | Sweet Sacrifice           | DE75 (4 Wo.)DE | — | — | — | — | Erstveröffentlichung: 25. Mai 2007                             |
| 2007 | Good Enough               | — | — | — | — | — | Erstveröffentlichung: 10. September 2007                       |

## Tournee

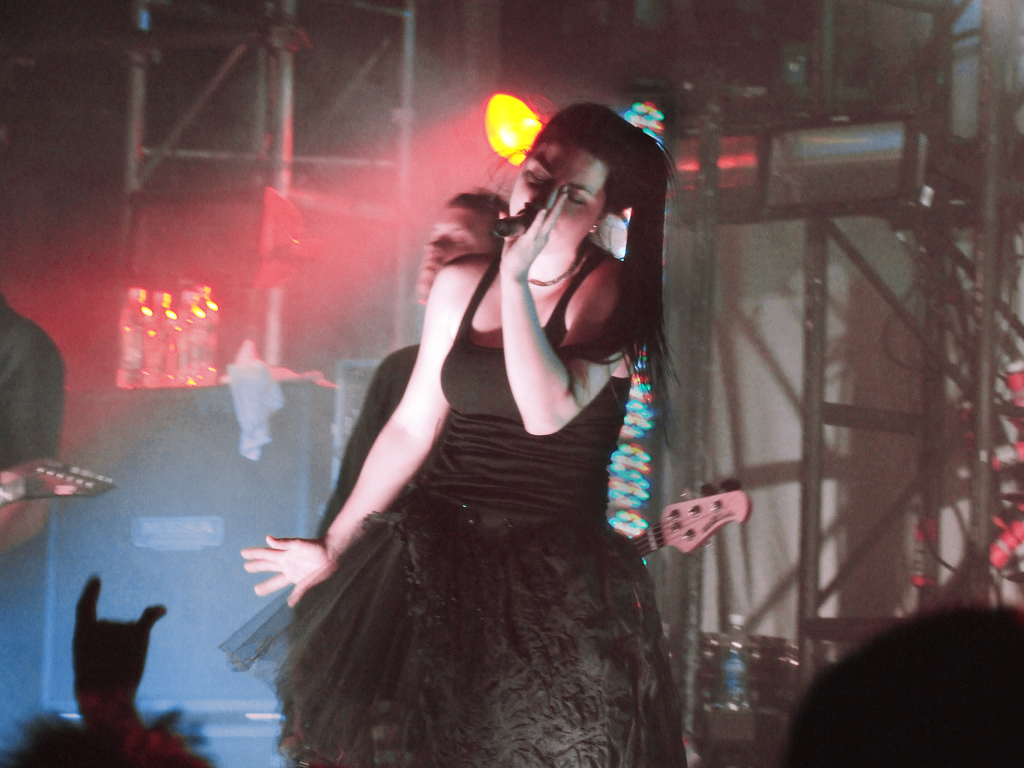
Amy Lee auf einem Konzert in Minneapolis zu Beginn der ersten Tournee im Oktober 2006

Die erste Welttournee begann am 5. Oktober 2006 in Toronto, Kanada und führte durch Nordamerika, Europa, Japan und Australien. Das letzte Konzert fand am 15. Dezember 2006 in New York City statt.
Die zweite Tour startete am 16. März 2007 in Fresno, Kalifornien und führte durch die Vereinigten Staaten, Südamerika, Südafrika und Europa, wo sie am 5. Juli 2007 in Kattowitz, Polen endete. Während des europäischen Teils unterstützten Evanescence zudem Korn auf deren Family Values Tour 2007.
Die dritte und letzte Tour fand vom 23. Oktober 2007 bis 9. Dezember 2007 statt und führte die Band quer durch die Vereinigten Staaten und Mexiko.

## Rezeption

### Rezensionen
The Open Door wurde von Kritikern überwiegend positiv bewertet. Laut Michaela Putz von laut.de würden Evanescence konsequent ihr Konzept beibehalten und „über ein melancholisch-tragisches Spektrum aus unerfüllter Liebe und schmerzhaften Trennungen, verzehrenden Leidenschaften und verletzten Gefühlen […] erzählen.“ Charakteristisch für die Musik sei zudem das Wechselspiel zwischen harten Gitarrenriffs und spielerischen Klavierpassagen.
Rolf Zellweger von music.ch schrieb, dass das neue Album „noch intensiver die Dramatik klassischer Musik mit der Härte und der Explosivität des Hardrocks [vereinen]“ würde und lobte außerdem Lees akzentuiertes Klavierspiel und ihren einzigartigen Gesang.
Rob Sheffield vom Rolling Stone hob hervor, dass es Lee trotz der negativen und tragischen Grundstimmung des Albums gelingen würde den Bezug zur Realität zu wahren und die gewöhnlichen Probleme eines durchschnittlichen amerikanischen Mädchens anzusprechen.

### Preise
Bei den MTV Australia Awards 2007 wurde The Open Door als „Album des Jahres“ ausgezeichnet. Im darauffolgenden Jahr erhielt Amy Lee für ihre Arbeit an The Open Door den Songwriter Icon Award der National Music Publishers Association.

## Kommerzieller Erfolg

### Chartplatzierungen
| ChartsChartplatzierungen       | Höchstplatzierung | Wochen |
| ------------------------------ | ----------------- | ------ |
| Deutschland (GfK)              | 1 (26 Wo.)        | 26     |
| Österreich (Ö3)                | 2 (25 Wo.)        | 25     |
| Schweiz (IFPI)                 | 1 (26 Wo.)        | 26     |
| Vereinigte Staaten (Billboard) | 1 (48 Wo.)        | 48     |
| Vereinigtes Königreich (OCC)   | 2 (20 Wo.)        | 20     |

| ChartsJahrescharts (2006)      | Platzierung |
| ------------------------------ | ----------- |
| Deutschland (GfK)              | 38          |
| Österreich (Ö3)                | 38          |
| Schweiz (IFPI)                 | 22          |
| Vereinigte Staaten (Billboard) | 57          |
| Vereinigtes Königreich (OCC)   | 81          |

### Auszeichnungen für Musikverkäufe
Das Album verkaufte sich weltweit laut Quellen über fünf Millionen Mal, davon sind 3,6 Millionen Einheiten mit Schallplattenauszeichnungen belegt. Es verkaufte sich alleine in den Vereinigten Staaten über 2,1 Millionen Mal, alleine in der ersten Verkaufswoche über 447.000 Mal.
| Land/Region                  | Auszeichnungen für Musikverkäufe (Land/Region, Auszeichnung, Verkäufe) | Verkäufe  |
| ---------------------------- | ---------------------------------------------------------------------- | --------- |
| Argentinien (CAPIF)          | Gold                                                                   | 20.000    |
| Australien (ARIA)            | 2× Platin                                                              | 140.000   |
| Belgien (BRMA)               | Gold                                                                   | (25.000)  |
| Brasilien (PMB)              | Platin                                                                 | 60.000    |
| Chile (IFPI)                 | Gold                                                                   | 7.500     |
| Deutschland (BVMI)           | Platin                                                                 | (200.000) |
| Europa (IFPI)                | Platin                                                                 | 1.000.000 |
| Finnland (IFPI)              | —                                                                      | (12.522)  |
| Frankreich (SNEP)            | Gold                                                                   | (100.000) |
| Griechenland (IFPI)          | Platin                                                                 | (15.000)  |
| Irland (IRMA)                | Platin                                                                 | (15.000)  |
| Japan (RIAJ)                 | Gold                                                                   | 100.000   |
| Kanada (MC)                  | 2× Platin                                                              | 200.000   |
| Mexiko (AMPROFON)            | Gold                                                                   | 50.000    |
| Neuseeland (RMNZ)            | Platin                                                                 | 15.000    |
| Österreich (IFPI)            | Gold                                                                   | (15.000)  |
| Portugal (AFP)               | Gold                                                                   | (10.000)  |
| Russland (NFPF)              | 2× Platin                                                              | (40.000)  |
| Schweiz (IFPI)               | Platin                                                                 | (30.000)  |
| Ungarn (MAHASZ)              | Gold                                                                   | (3.000)   |
| Vereinigte Staaten (RIAA)    | 2× Platin                                                              | 2.100.000 |
| Vereinigtes Königreich (BPI) | Platin (Wind-Up) · + Silber (Craft Recordings)                         | (360.000) |
| Insgesamt                    | 1× Silber · 9× Gold · 16× Platin ·                                     | 3.692.500 |

Hauptartikel: Evanescence/Auszeichnungen für Musikverkäufe